# Newport (Shropshire)
Pour les articles homonymes, voir Newport.
Newport est une ville anglaise située dans le comté du Shropshire. En 2001, sa population était de 10 814 habitants.

## Personnalités liées à Newport
- Arabella Elizabeth Roupell, illustratrice botanique, peintre et botaniste, née à Newport en 1817

## Source
- (en) Cet article est partiellement ou en totalité issu de l’article de Wikipédia en anglais intitulé « Newport, Shropshire » (voir la liste des auteurs).